# 國家教育研究院教科書圖書館

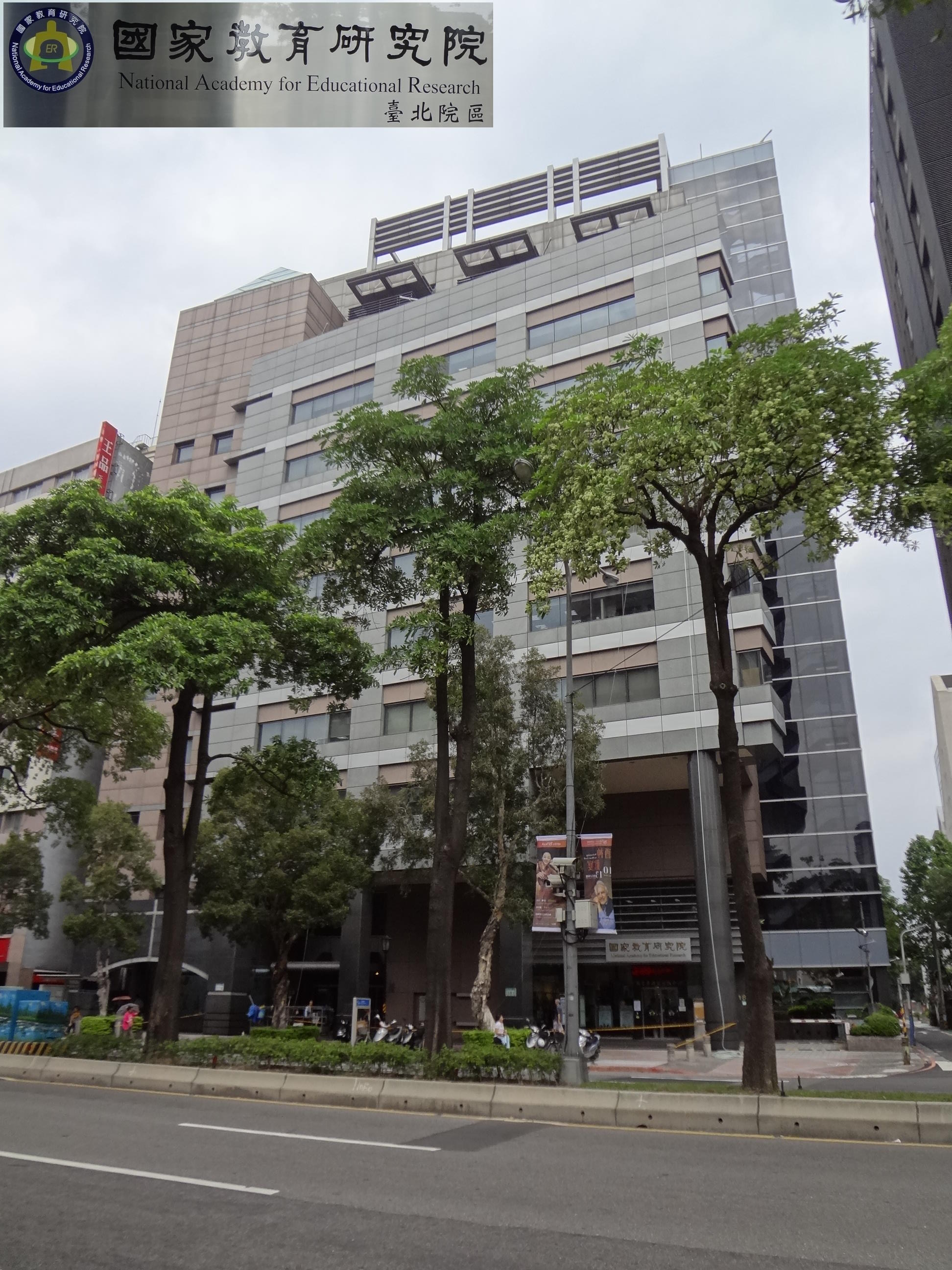
教科書圖書館所在的國家教育研究院臺北院區

教科書圖書館位於台灣台北市大安區，是一座以教科書等教材為主的專門圖書館，隸屬於國家教育研究院教科書發展中心，前身為國立編譯館教科書資料中心。2011年3月30日機關整併後更名。是台灣唯一以教科書及其相關研究論著作為主要館藏之圖書館。

## 圖片集

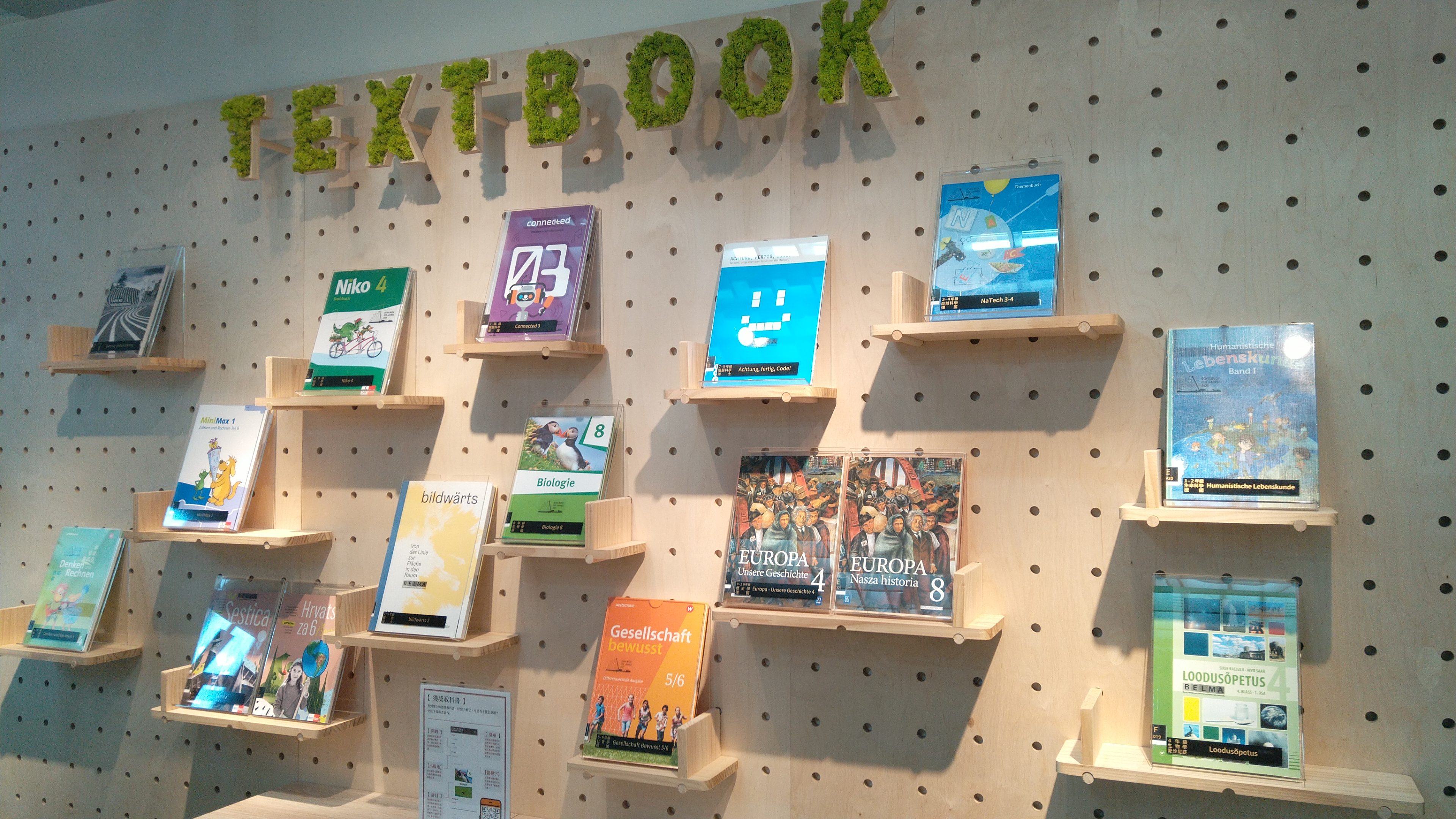
展出書籍
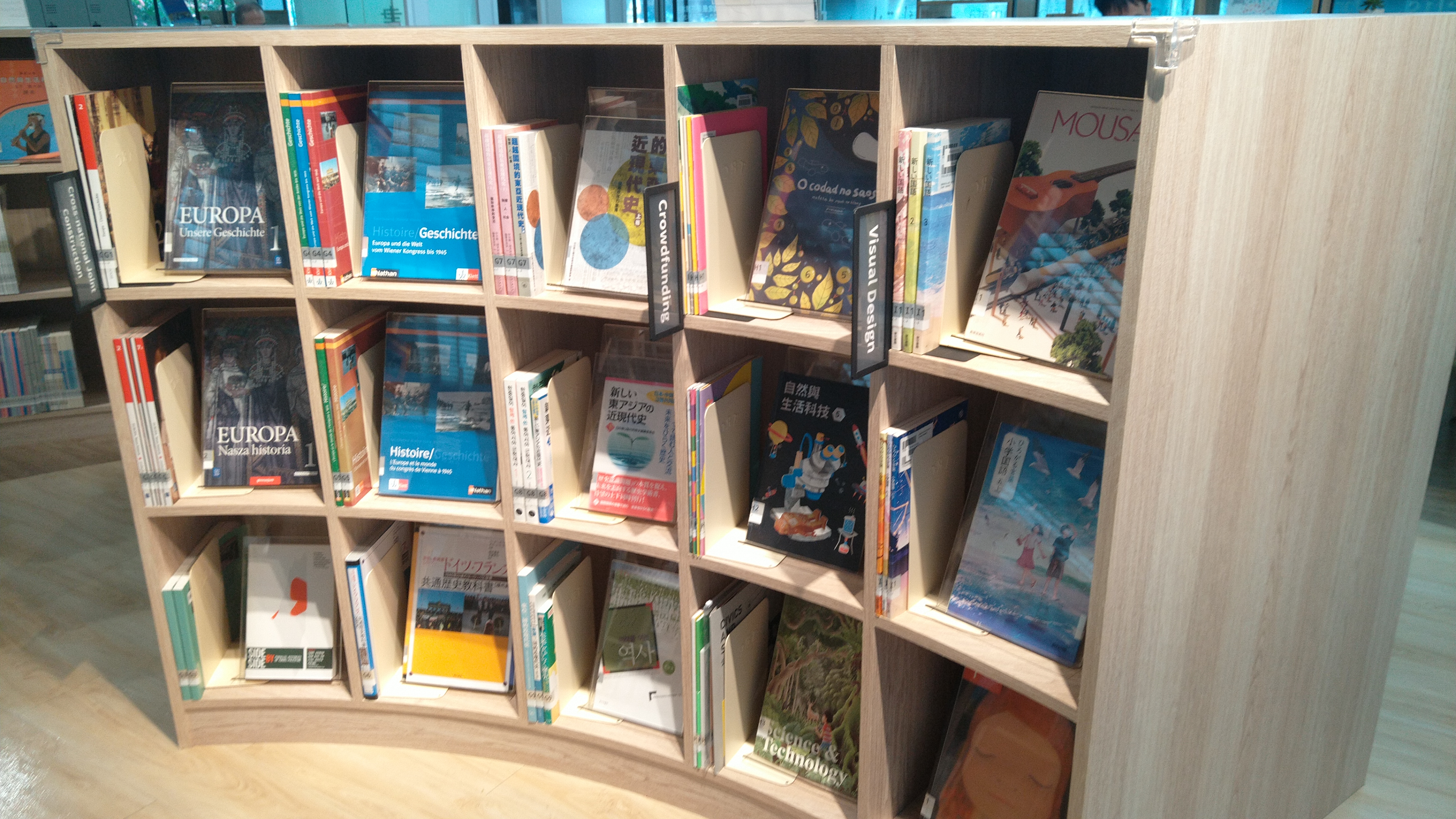
展出書籍
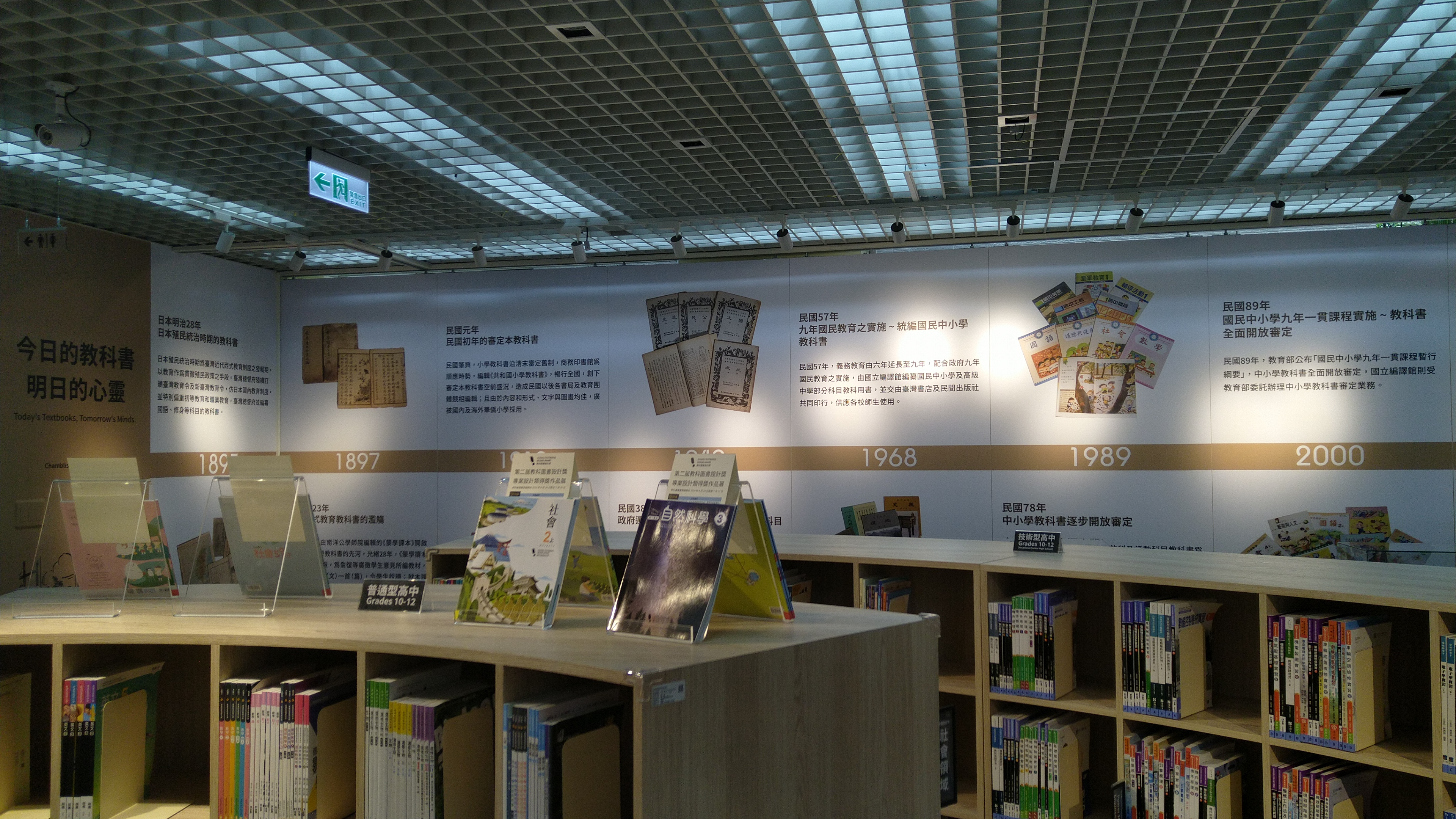
展出書籍
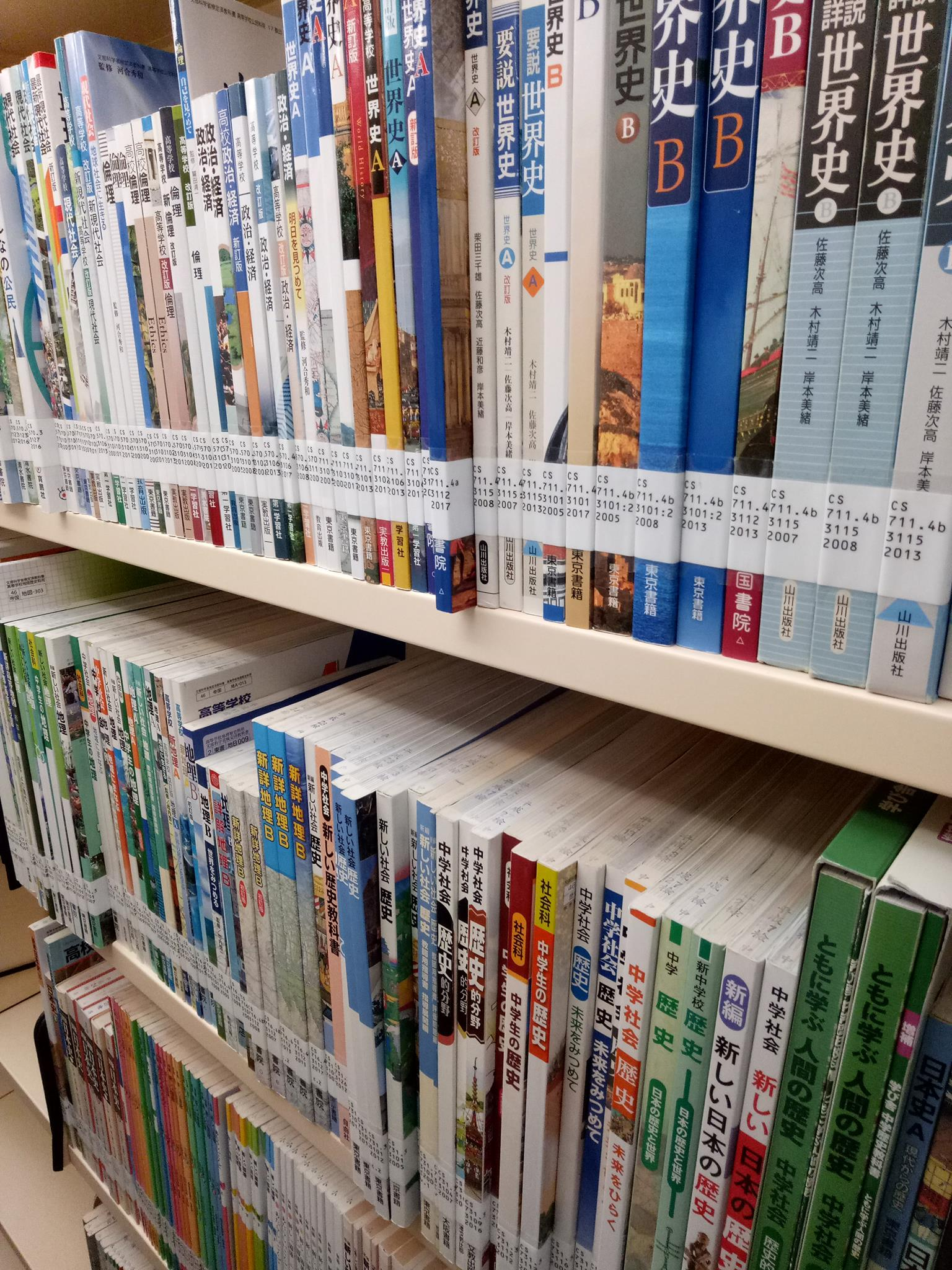
館內所藏的日本教科書
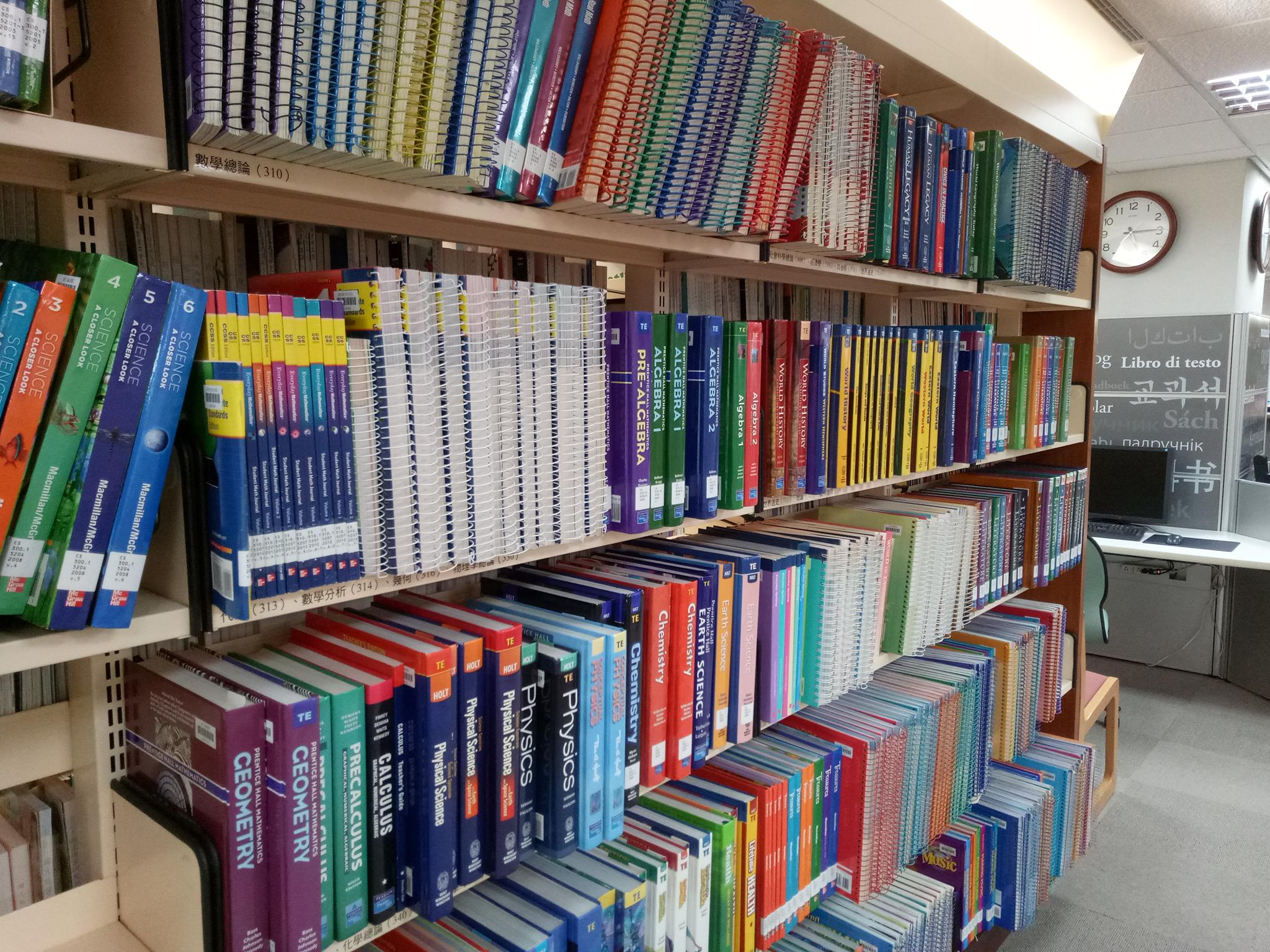
館內所藏的英語教科書
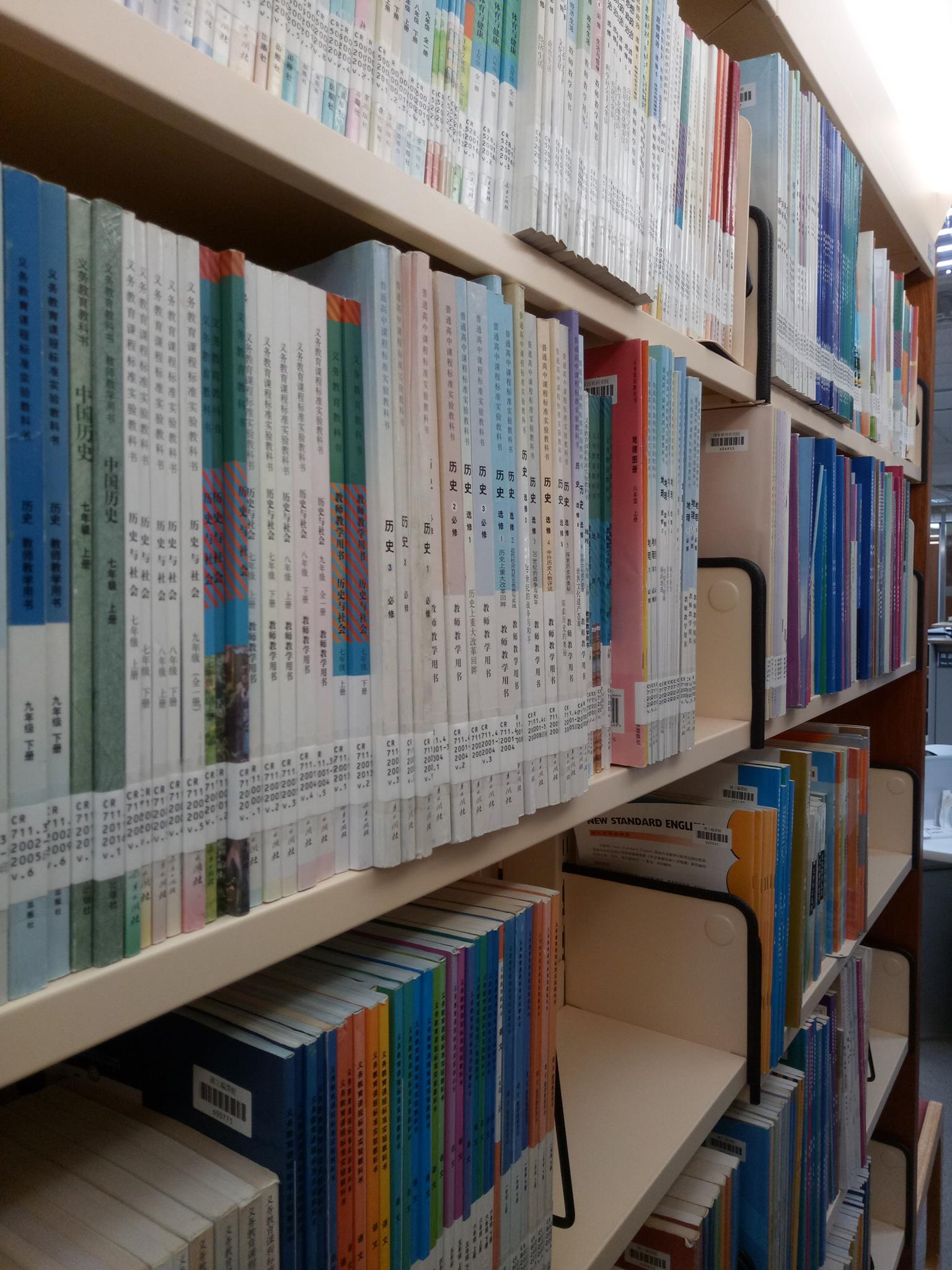
館內所藏的中國教科書

## 外部連結
- 教科書圖書館（页面存档备份，存于）